# Tassadit Amer
Tassadit Amer (17 de septiembre de 1995) es una deportista argelina que compite en lucha libre. Ganó una medalla de bronce en el Campeonato Africano de Lucha de 2016.

## Palmarés internacional
| Campeonato Africano | Campeonato Africano | Campeonato Africano | Campeonato Africano |
| Año                 | Lugar               | Medalla             | Categoría           |
| ------------------- | ------------------- | ------------------- | ------------------- |
| 2016                | Alejandría (Egipto) | Medalla de bronce   | 75 kg               |